# Kortstjärtad rall
Kortstjärtad rall (Anurolimnas castaneiceps) är en fågel i familjen rallar inom ordningen tran- och rallfåglar.

## Utseende och läte
Kortstjärtad rall är en högrest och karakteristiskt tecknad rall. Fjäderdräkten är gråbrun med en stor orange huva över huvudet och övre delen av kroppen. Ögat är lysande gult. Sången avges ofta i duett, en studsande tvådelad vissling som lätt kan härmas, "toot, toorrr, toot, toorrr...".

## Utbredning och systematik
Kortstjärtad rall förekommer i Sydamerika. Den delas in i två underarter med följande utbredning:
- coccineipes – förekommer i tropiska skogar i sydvästra Colombia och nordöstra Ecuador
- castaneiceps – förekommer i östra Ecuador till östra Peru och nordvästligaste Bolivia (Pando)

### Släktskap och släktestillhörighet
Länge fördes kortstjärtad rall till en grupp med likaledes småväxta amerikanska rallar, centrerat kring Laterallus. Där har den ömsom placerats i släktet Rufirallus tillsammans med cayennedävrgrallen eller i Anurolimnas med cayennrallen och svartbandad dvärgrall. Resultat från genetiska studier visar dock att den har sin hemvist med en annan grupp rallar, med bland annat de mer storväxta i Pardirallus och Aramides. Där utgör den en egen utvecklingslinje och placeras därför i ett eget släkte, där Anurolimnas har prioritet.

## Levnadssätt
Jämfört med många andra rallar förekommer kortstjärtad rall i torrare miljöer, vanligen i täta igenväxande marker. Ung, uppväxande bambu verkar i åtminstone vissa områden vara en favoritmiljö.

## Status
Arten har ett stort utbredningsområde och internationella naturvårdsunionen IUCN kategoriserar arten som livskraftig. Beståndsutvecklingen är dock oklar.